# Tom Harkin
Thomas Richard "Tom" Harkin (Cumming, Iowa, 19 de noviembre de 1939) fue senador por el estado de Iowa, Estados Unidos. Ocupó el escaño desde 1985 hasta 2015, habiendo sido elegido cinco veces. Pertenece al Partido Demócrata. Anteriormente fue el representante de los Estados Unidos para el quinto distrito del Congreso de Iowa de 1975 a 1985.
De profesión abogado, estudió en la Iowa State University y posteriormente se doctoró en la Universidad Católica de América. 
Fue precandidato a la Presidencia en las elecciones presidenciales de Estados Unidos de 1992.